# TK-17 Archangelsk

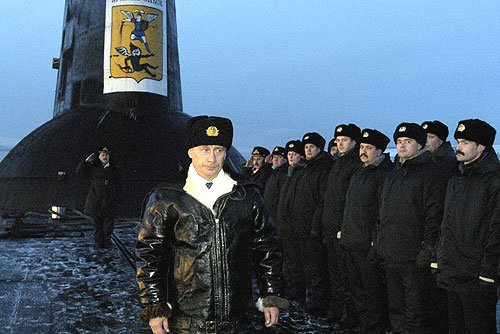
Putin auf der TK-17 Archangelsk

TK-17 ist ein strategisches Atom-U-Boot der russischen Seekriegsflotte und das fünfte von sechs Schiffen der Klasse 941 (NATO-Code: Typhoon).

## Bau
TK-17 wurde am 9. August 1983 in der Sewmasch-Werft in Sewerodwinsk auf Kiel gelegt und am 3. März 1984 in die Bestandsliste der Seekriegsflotte aufgenommen. Mit dem Herausrollen aus der Bauhalle in ein überdachtes Trockendock wurde am 12. Dezember 1986 der Stapellauf vollzogen. Es folgten Standprüfungen im Trockendock sowie die Seeerprobung im Weißen Meer.

## Dienst in der Seekriegsflotte der Sowjetunion
Die Seekriegsflotte übernahm das neue Schiff am 15. Dezember 1987 und am 19. Februar 1988 wurde TK-17 in die neu aufgestellte 18. Division der 1. Flottille der Nordflotte in der Nerpitschja-Bucht bei Sapadnaja Liza eingegliedert. Es folgten Abschreckungspatrouillen in der Barentssee und im Nordmeer. Den Zerfall der Sowjetunion überstand TK-17 ohne besondere Vorkommnisse.

## Dienst in der Seekriegsflotte der Russischen Föderation
Nach dem Umbruch führte TK-17 auch weiterhin Patrouillenfahrten durch. 1994 wurde TK-17 beschädigt, als sich beim Verladen von Torpedos ein Torpedo vom Kran löste und auf dem Deck aufschlug. Das dadurch verursachte Feuer beschädigte das Schiff leicht. Von August 2001 bis zum 9. November 2002 durchlief TK-17 ihre Hauptinstandsetzung in der Werft Swjosdotschka. Am 18. November 2002 wurde TK-17 auf den Namen Archangelsk getauft.
Im Februar 2004 besuchte Präsident Wladimir Putin TK-17 und besichtigte das Kampfschiff. Dabei führte er auch ein Gespräch mit Offizieren und ließ sich über Bedingungen informieren, unter denen sie ihren Dienst ableisten. Das Gespräch wurde bei einem Abendessen des Präsidenten mit den Offizieren fortgesetzt. An Bord der Archangelsk hielt Wladimir Putin außerdem eine Beratung ab, an der Verteidigungsminister Sergej Iwanow, der Chef der Seekriegsflotte, Wladimir Kurojedow, und der Chef der operativen Hauptverwaltung des Generalstabs, Alexander Rukschin, teilnahmen. Von Bord der Archangelsk, wollte Putin den Start von zwei RSM-54-Raketen von der nicht weit entfernten K-407 Nowomoskowsk verfolgen. Zunächst fand ein in den staatlichen Zeitungen angekündigter Raketenstart von dem Atom-U-Boot Nowomoskowsk nicht statt. Zwei Raketen sollten von dort aus abgeschossen werden und ein Ziel auf der Halbinsel Kamtschatka treffen, wie Nachrichtenagenturen berichteten. Aus noch ungeklärten Gründen habe das Sicherheitssystem jedoch den Start von einer Rakete verhindert, sagte ein Regierungsvertreter. Der Online-Dienst gazeta.ru berichtete dagegen, die Rakete sei kurz nach ihrem Start wegen eines Triebwerkschadens auseinandergebrochen.
Im Laufe des Jahres 2005 verschoss TK-17 Archangelsk ihre letzten 10 RSM-52, die nach einer bestimmten Flugzeit gesprengt wurden. 
Derzeit ist das Unterseeboot der Reserve zugeordnet und liegt im Stützpunkt in Sewerodwinsk. Die Stilllegung und anschließende Verschrottung soll wie im Falle der TK-20 Sewerstal bis zum Jahr 2020 erfolgen.

### Technische Daten
- Länge: 172,6 m
- Breite: 23,3 Meter
- Tiefgang: 11,3-12,5 Meter
- Höhe (Kiel-Turmkante): ca. 28 Meter
- Wasserverdrängung: 21.600 Tonnen (aufgetaucht) / 48.000 Tonnen[2] (getaucht)
- Antrieb
  - 2× OK-650B, 190 MW (thermisch) Druckwasserreaktoren
  - 2× Dampfturbinen GT3A mit je 49.000 PS
  - 4× 3200 kW E-Generatoren
  - 2× Dieselgeneratoren vom Typ DG-750
  - 2× Antriebsdiesel mit je 260 PS für Schleichfahrt
  - Höchstgeschwindigkeit: 14 Knoten (aufgetaucht)/27 Knoten (getaucht)
- Bewaffnung
  - 20 Interkontinentalraketen RSM-52 (NATO: SS-N-20) im Raketenkomplex D-19
  - 6 Torpedorohre Kaliber 533 mm (Typ 53-65K, SET-65, SAET-60M, UGST)
  - 8-10 Luftabwehrflugkörper (schultergestützt) Typ 9K38 Igla
- Flugkörper:
  - SS-N-15 (verschossen aus Torpedorohren Kaliber 533 mm)
- Schiffssysteme:
  - Sonar: Skat
  - Radar: Albatros
  - EloKa: Nakat-M
  - Funkanlage: Molnija
  - Satelliten-Navigationssystem: Simfonia
  - Satelliten-Navigationsanlage (Tobo Responder): Kremnij-2
  - Satelliten-Kommunikationsanlage: Tsunami
  - Tauchtiefe: ca. 450 m maximal
- Besatzung: 150-180 (davon 50 Offiziere und 80 Unteroffiziere)
- Seeausdauer
  - 120 Tage (Frieden)
  - 260 Tage (Verteidigungsfall)